# Квикстеп
Квикстеп је лагани плес стандардних балских плесова. Покрет плеса је брз и снажно течан и посут синкопама. Веселе мелодије на које се плеше квикстеп чине га погодним за формалне и за неформалне догађаје. Квикстеп је развијен током 1920-их у Њујорку и први су га плесали црни Американци. Његово порекло је у комбинацији спорог фокстрота у комбинацији са чарлстоном, плесом који је био један од претходника онога што се данас зове свинг плес.
Квикстеп је плес који спада у врсту друштвеног плеса. Покрети су брзи и енергични, праћени синкопом.

## Историја
Квикстеп је еволуирао током 1920-их из комбинације фокстрота, чарлстона, шага, пибодија и оне-степа. Плес је енглеског порекла и стандардизован је 1927. Иако је еволуирао из фокстрота, квикстеп је сада прилично одвојен. За разлику од модерног фокстрота, вођа често затвара ноге, а синкопирани кораци су редовна појава (као што је био случај у раном фокстроту). Три карактеристичне плесне фигуре квикстепа су шасе, где су стопала спојена, четвртина окрета и лок степ.p126
Овај плес је постепено еволуирао у веома динамичну творевину са много покрета на плесном подију, са много напредних образаца укључујући скокове, трчање, брзе кораке, са много замаха и ротација. Темпо квикстеп плеса је прилично жустар, јер је развијен за џез музику рагтајм ере, која је брза у поређењу са другом денс музиком.
До краја 20. века сложеност квикстепа који су радили напредни плесачи се повећала, уз широку употребу синкопираних корака са трајањима осмине ноте. Док су се у старија времена обрасци брзих корака бројали са „брзим” (један откуцај) и „спорим” (два такта) корацима, многи напредни обрасци данас се означавају подељеним тактовима, као што је „брзо-и-брзо-и-брзо, брзо, споро”, са даљим корацима.

## Стиле
Квикстеп је елегантан попут фокстрота и треба да буде гладак и глазуран. Плесачи би требало да изгледају веома лагани на ногама. Веома је енергичан и формно интензиван. Квикстеп се плеше уз 4/4 музике од 48 до 52 такта у минути.

## Наставни план
Два програма међународног стила квикстепа ISTD и IDTA се веома мало разликују.
Програм такмичења у плесу у америчком стилу не укључује квикстеп, али ограничена верзија плеса се учи и игра друштвено у неким америчким плесним просторима.

## In popular culture
The quickstep is one of multiple dances performed on the celebrity talent show Dancing with the Stars, as well as Strictly Come Dancing.